# 나지드 아랍어

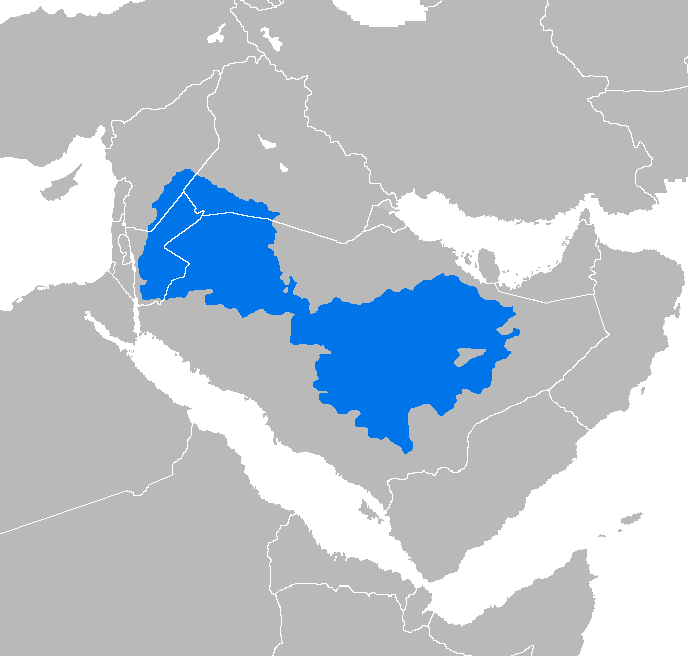

나지드 아랍어(نجدي [Najdi, 나지디])는 사우디아라비아 중앙 지역인 나지드 지역에서 유래한 아랍어의 방언군이다. 사우디아라비아 밖에서도 이라크, 시리아, 요르단, 쿠웨이트의 유목민 거주 지역인 시리아 사막 지대에서 사용된다.

## 같이 보기
- 나지드
- 아라비아반도 아랍어